# سیارک ۳۱۱۹
سیارک ۳۱۱۹ (به انگلیسی: 3119 Dobronravin، نامگذاری:1972YX) سه هزار و صد و نوزدهمین سیارک کشف شده‌است که در ۳۰ دسامبر ۱۹۷۲ کشف شد.
قدر مطلق سیارک برابر ۱۲٫۲۰ است.